# Istruzione in Scozia
L'Istruzione in Scozia è caratterizzata da una lunga tradizione di istruzione pubblica aperta a tutti, che differenzia il sistema di istruzione scozzese da quello di altre nazioni nel Regno Unito.
Inoltre, l'istruzione secondaria offre un gran numero di materie scolastiche, a differenza di quelle inglesi, gallesi e dell'Irlanda del Nord che favoriscono lo studio di un piccolo numero di soggetti in modo più approfondito.
Di conseguenza, l'istruzione universitaria in Scozia durano generalmente un anno in più (4 anni più spesso) rispetto al resto del Regno Unito. Tuttavia, è possibile accedere all'università direttamente nel secondo anno, subordinatamente al superamento di esami di ammissione specialistici. Singolo fatto, le antiche università scozzesi (Saint Andrews, Glasgow, Aberdeen, Edimburgo) offrono un master speciale, il Master of Arts, prima laurea in letteratura.
La maggior parte delle scuole sono laiche, ma ci sono alcune scuole pubbliche cattoliche istituite in seguito alla legge sull'istruzione (1918). Le scuole cattoliche sono finanziate e amministrate dal governo e dall'amministrazione scozzese. Queste scuole hanno regole specifiche; in particolare il reclutamento di direttori e professori religiosi deve essere approvato dalla Chiesa cattolica romana in Scozia. C'è anche una scuola pubblica di fede giudaica.
I titoli di studio secondari e terziari sono accreditati dall'Amministrazione scozzese e rilasciati da scuole, college e altri centri. Il Parlamento scozzese e il Ministero della Pubblica istruzione scozzese hanno potere sull'educazione (a tutti i livelli).

## Organizzazione scolastica
I bambini entrano nella scuola primaria all'età di 5 anni (più o meno sei a seconda del mese di nascita). I bambini nati tra marzo di un anno e febbraio dell'anno successivo sono nella stessa classe. Il sistema scozzese, tuttavia, è il più flessibile nel Regno Unito poiché i genitori di bambini nati tra settembre e febbraio possono richiedere un rinvio di un anno per l'ingresso a scuola (previa approvazione). Questo permette ai bambini che non sono ancora pronti per andare alla scuola elementare di passare un altro anno all'asilo. Tuttavia, i fondi per la scuola materna sono disponibili solo per i bambini nati a gennaio e febbraio.
Gli studenti trascorrono sette anni nella scuola primaria (gradi da P1 a P7). Poi, verso i dodici anni, entrano alle superiori. I primi quattro anni di scuola superiore (classi da S1 a S4) sono obbligatori, i successivi due anni sono facoltativi. Le classi S3 e S4 (14-16 anni) sono chiamate Standard Grade. In Scozia, gli studenti sostengono un esame all'età di quindici o sedici anni. Può essere un esame di base, per coloro che lasciano la scuola a sedici. Gli esami di solito consistono in otto test, alcuni obbligatori in inglese, matematica, scienze (fisica, biologia o chimica) e materie come scienze umane (geografia, storia o studi moderni - argomento specifico in Scozia, a metà strada tra storia recente e educazione civica). Sono obbligatorie anche due ore di sport. Gli studenti di solito lasciano la scuola all'età di sedici anni, dopo l'esame elementare, o possono scegliere di continuare uno o due anni per sostenere esami avanzati chiamati "superiori" (approssimativamente corrispondenti alla laurea di primo livello - Baccalaureato in Francia).
Un piccolo numero di studenti in alcune scuole private indipendenti può seguire il sistema inglese e prepararsi per gli esami che si svolgono lì (GCSE, livello A). Il baccalaureato internazionale è anche preparato in alcune scuole indipendenti.

## Nomi delle scuole
Non esiste un nome prestabilito per le scuole in Scozia. Tra le scuole pubbliche, troviamo:
- 188 high schools distribuite su tutto il territorio;
- 131 academies, sparse sul territorio, ma più concentrate nella Scozia nordorientale e nell'Ayrshire;
- 15 scuole superiori;
- 14 grammar schools, principalmente in Argyll e Bute, East Lothian e Lanarkshire Meridionale;
- 13 scuole, che comprendono scuole primarie e secondarie, su isole o aree rurali;
- 8 junior high schools, solo nelle isoloe Orcadi e Shetland;
- 3 colleges.

Ci sono anche altre denominazioni locali.